# 19-я танковая дивизия (вермахт)
19-я танковая дивизия (нем. 19. Panzer-Division) — тактическое соединение сухопутных войск вооружённых сил нацистской Германии. Принимала участие во Второй мировой войне. Сформирована в ноябре 1940 года, на основе 19-й пехотной дивизии.

## Боевой путь дивизии
С 22 июня 1941 года — участие в германо-советской войне, в составе 57-го мотокорпуса 3-й танковой группы генерала Гота группы армий «Центр». Располагалась в Сувалкском выступе. В составе 27-го танкового полка насчитывалось: 42 танка Pz.Kpfw.IV, 102 Pz.Kpfw.38(t), 20 единиц Pz.Kpfw.II и 9 танков связи Pz.Kpfw.38(t). Всего 173 танка.
Дивизия находилась в арьергарде мотокорпуса. После длительного марша закрепилась в районе Трабы (между Минском и Вильнюсом). На этом участке дивизия вела упорные бои с советскими войсками, пытающимися выйти из Минского котла в северо-восточном направлении.
8 сентября 1941 года немецкие войска силами 19-й танковой дивизии взяли Демянск, подразделения дивизии не задерживаясь двинулись дальше и 9-го сентября захватили станцию Лычково. Следом за 19-й танковой к Демянску подошла 20-я танковая дивизия, повернувшая к озеру Селигер в направлении Полново. В результате в кольцо окружения вместе с большей частью 27-й армии и некоторой частью 11-й армии попали и части 34-й армии, которые впоследствии были уничтожены.
Затем бои за Смоленск, в направлении на Москву.                                                                                                                                                18 октября 1941 года дивизией был взят Малоярославец.                                                                                                                                  Колонна танков Pz.Kpfw.38(t) дивизии уничтожена на Ильинском рубеже в Калужской области подольскими курсантами.                                          В ноябре упорные бои на Нарском рубеже под Подольском.
В 1942 году — бои в районе Юхнова, Ельни, Орла.
С марта 1943 — в составе группы армий «Юг». В июле 1943 года — бои на южном фасе Курской дуги под ст. Прохоровкой (с. Шахово, Лески, Малое Яблоново, Плота и др.). В конце августа 1943 — отступила на Украину.
В 1944 году — бои на западной Украине, затем на территории Польши.
В 1945 году — отступила в Силезию, затем в Чехию. В мае 1945 года остатки дивизии взяты в советский плен.

## Состав дивизии
| В 1941 году: - 27-й танковый полк - 19-я стрелковая бригада - 73-й стрелковый полк - 74-й стрелковый полк - 19-й мотоциклетный батальон - 19-й артиллерийский полк - 19-й разведывательный батальон - 19-й противотанковый артиллерийский дивизион - 19-й сапёрный батальон - 19-й батальон связи | В 1943 году: - 27-й танковый полк - 73-й моторизованный полк - 74-й моторизованный полк - 19-й артиллерийский полк - 19-й разведывательный батальон - 19-й противотанковый артиллерийский дивизион - 272-й зенитный артиллерийский дивизион - 19-й сапёрный батальон - 19-й батальон связи |

## Командиры дивизии
- С 26 октября 1940 — генерал-лейтенант Отто фон Кнобельсдорф
- С 5 января 1942 — генерал-майор (с апреля 1942 — генерал-лейтенант) Густав Шмидт (застрелился 7 августа 1943 года при окружении штаба дивизии советскими войсками).
- С 7 августа 1943 — полковник (с ноября 1943 — генерал-майор, с июня 1944 — генерал-лейтенант) Ханс Кельнер
- С 22 марта 1945 — генерал-майор Ханс-Йоахим Декерт

## Награждённые Рыцарским крестом Железного креста

### Рыцарский Крест Железного креста (40)
- Рудольф Кёлер, 27.07.1941 — майор, командир 1-го батальона 73-го стрелкового полка
- Гюнтер Цугехёр, 12.09.1941 — капитан, командир 2-го дивизиона 19-го артиллерийского полка
- Отто фон Кнобельсдорф, 17.09.1941 — генерал-лейтенант, командир 19-й танковой дивизии
- Петер-Пауль Плинцнер, 20.10.1941 — обер-лейтенант, командир 5-й роты 27-го танкового полка
- Тило фрайхерр фон Вертерн-Байхлинген, 18.11.1941 — обер-лейтенант, командир 1-й роты 27-го танкового полка
- Вальтер Меке, 23.11.1941 — майор, командир 1-го батальона 27-го танкового полка
- Вольфганг Томале, 10.02.1942 — оберстлейтенант, командир 27-го танкового полка
- Генрих Вестхофен, 01.03.1942 — обер-лейтенант, командир 3-й роты 73-го стрелкового полка
- Ханс Кельнер, 03.05.1942 — полковник, командир 73-го стрелкового полка
- Густав-Адольф Брунс, 15.10.1942 — оберстлейтенант, командир 74-го моторизованного полка
- Йоханнес Шмидт, 15.10.1942 — оберстлейтенант, командир 1-го батальона 27-го танкового полка
- Йозеф-Аугуст Фитц, 11.12.1942 — капитан, командир 1-го батальона 74-го моторизованного полка
- Вальтер Гарц, 16.12.1942 — фельдфебель, командир взвода 3-й роты 74-го моторизованного полка
- Рудольф Кёниг, 17.12.1942 — фельдфебель, командир взвода 2-й роты 74-го моторизованного полка
- Пауль Зоннтаг, 19.01.1943 — лейтенант резерва, командир взвода 27-го танкового полка
- Генрих Фолькер, 19.01.1943 — капитан, командир штабной роты 73-го моторизованного полка
- Альфред Крафт, 22.01.1943 — унтер-офицер, командир взвода 2-й роты 27-го танкового полка
- Вальтер Ридель, 14.04.1943 — лейтенант резерва, командир 3-й роты 73-го моторизованного полка
- Герхарт Немних, 15.07.1943 — капитан, командир 19-го сапёрного батальона
- Хайнц Пипер, 17.09.1943 — унтер-офицер, командир орудия 1-й роты 19-го противотанкового артиллерийского дивизиона
- Хельмут фон Мольтке, 22.09.1943 — ротмистр, командир 19-го разведывательного батальона
- Хайнц Штайнбах, 27.09.1943 — лейтенант резерва, командир взвода 3-й роты 19-го сапёрного батальона
- Рудольф Вайнельт, 12.11.1943 — лейтенант резерва, командир 2-й роты 19-го сапёрного батальона
- Вернер Край, 10.02.1944 — обер-фенрих, командир взвода 5-й роты 19-го разведывательного батальона
- Фриц Плишка, 26.03.1944 — обер-фельдфебель, командир взвода 3-й роты 19-го сапёрного батальона
- Карл Баксманн, 14.05.1944 — обер-лейтенант, командир 2-го батальона 73-го моторизованного полка
- Вильгельм Денк, 14.05.1944 — лейтенант резерва, командир 1-й роты 74-го моторизованного полка
- Вальтер Денкерт, 14.05.1944 — полковник, заместитель командира 19-й танковой дивизии
- Рудольф Зейрль, 14.05.1944 — капитан, командир 1-го батальона 73-го моторизованного полка
- Отмар Кройцингер, 14.05.1944 — обер-лейтенант резерва, командир 4-й роты 19-го разведывательного батальона
- Гюнтер Лертер, 02.09.1944 — лейтенант резерва, командир взвода 5-й роты 27-го танкового полка
- Ганс Майер, 30.09.1944 — капитан, командир 1-го батальона 74-го моторизованного полка
- Альфред Неринг, 04.10.1944 — майор, командир 73-го моторизованного полка
- Вильгельм Шорманн, 18.11.1944 — обер-ефрейтор, командир отделения 1-й роты 74-го моторизованного полка
- Хайнц Роланд, 09.12.1944 — капитан, командир 2-го батальона 73-го моторизованного полка
- Герман Ринекер, 17.03.1945 — лейтенант резерва, командир 4-й батареи 272-го зенитного артиллерийского дивизиона
- Рольф Дюэ, 23.03.1945 — капитан резерва, командир 1-й роты 19-го противотанкового артиллерийского дивизиона
- Карл-Рихард Коссманн, 23.03.1945 — полковник, командир 74-го моторизованного полка
- Гизельхер Вильке, 14.04.1945 — лейтенант резерва, командир взвода 1-й роты 19-го противотанкового артиллерийского дивизиона
- Хайнц Гримберг, 14.04.1945 — капитан, командир 19-го сапёрного батальона

### Рыцарский Крест Железного креста с Дубовыми листьями (4)
- Густав Шмидт (№ 203), 06.03.1943 — генерал-лейтенант, командир 19-й танковой дивизии
- Ханс Кельнер (№ 392), 12.02.1944 — генерал-майор, командир 19-й танковой дивизии
- Отмар Кройцингер (№ 625), 18.10.1944 — обер-лейтенант резерва, командир 4-й роты 19-го разведывательного батальона
- Ганс Майер (№ 874), 09.05.1945 — капитан, командир 1-го батальона 74-го моторизованного полка

### Рыцарский Крест Железного креста с Дубовыми листьями и Мечами
- Ханс Кельнер (№ 106), 23.10.1944 — генерал-лейтенант, командир 19-й танковой дивизии